# صلح مغولی

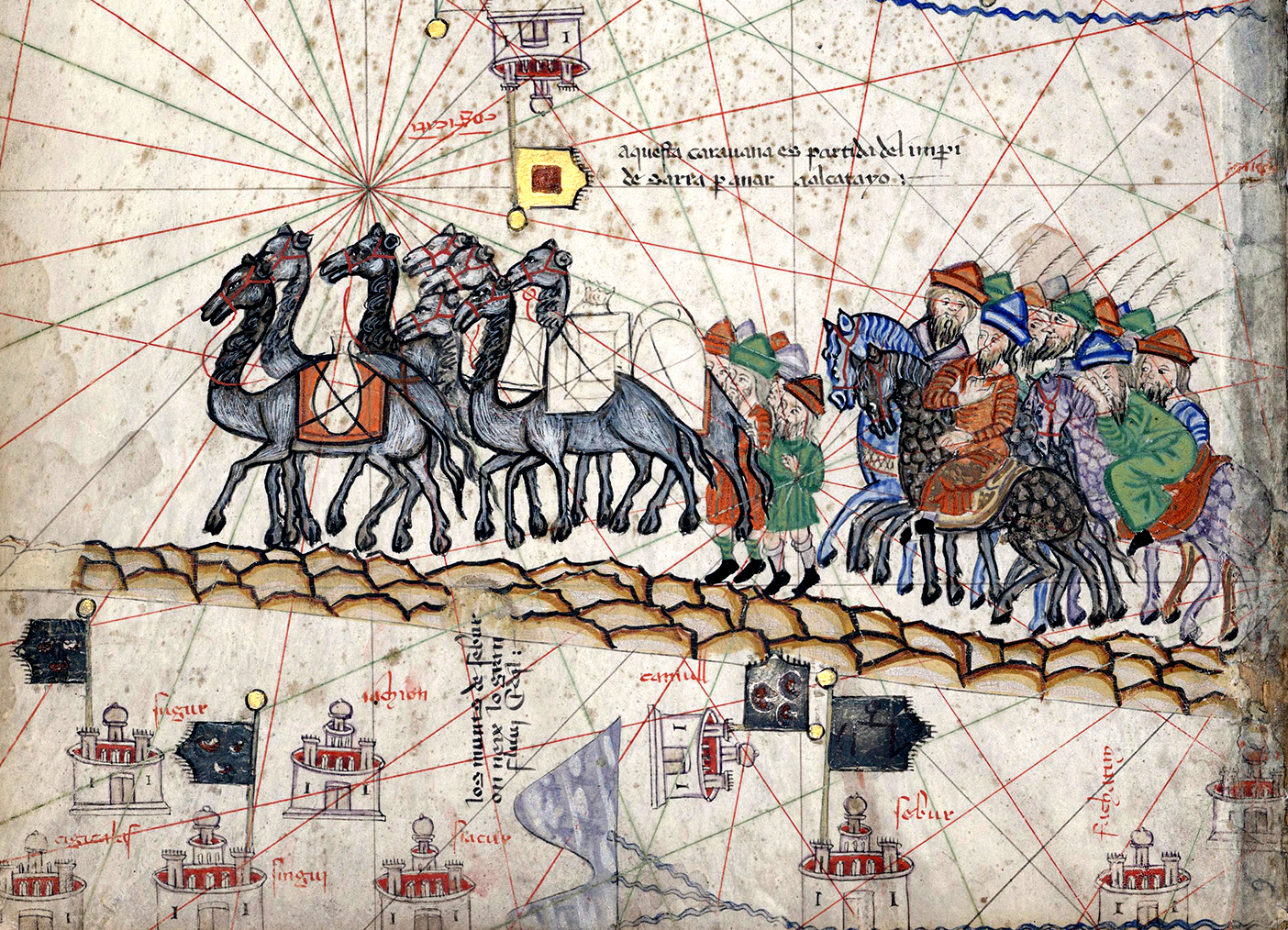
تصویری از کاروان مارکوپولو در شرق در دوره صلح مغولی

صلح مغولی یا صلح تارتاری (انگلیسی: Pax Mongolica)، اصطلاحی تاریخی‌ست که بعد از الگوی پاکس رومانا شکل گرفت که آثار ثابت فتوحات امپراتوری مغول را بر روی زندگی اجتماعی، فرهنگی و اقتصادی ساکنان قلمرو مغولان در اوراسیا در قرن ۱۳ و ۱۴ شرح می‌دهد. این صلح علاوه بر تأمین امنیت و صلح بعد از حملات و فتوحات مغول در عصر چنگیزخان و جانشینانش، سبب شد تا موقعیت تجاری مسلمانان در جاده ابریشم به واسطه پل ارتباطی میان چین و اروپا، تأمین و تقویت کند.